# La Victoria, Amazonas
La Victoria là một khu tự quản thuộc tỉnh Amazonas, Colombia. Thủ phủ của khu tự quản La Victoria đóng tại Pacoa Khu tự quản La Victoria có diện tích ki lô mét vuông. Đến thời điểm ngày 28 tháng 5 năm 2005, khu tự quản La Victoria có dân số người.